# Amnesia (Ali-As-Album)
Amnesia (englisch für Amnesie) ist das zweite Soloalbum des Münchener Rappers Ali As. Es erschien am 9. Januar 2015 über das zur Warner Music Group gehörende Label Embassy of Music als Standard-, Deluxe- und Limited-Edition, inklusive Bonus-EP, T-Shirt und Autogrammkarte.

## Inhalt
Die auf dem Album behandelten Themen sind breit gefächert. So sind reine Representer-Tracks, wie Amnesia oder Ballern ebenso enthalten, wie gesellschaftskritische Lieder (Wenn Heino stirbt, Deutscher / Ausländer).

## Produktion
Die Lieder des Albums wurden unter anderem von den Musikproduzenten ELI, David Ruoff und Max Gain produziert.

## Covergestaltung
Das Albumcover ist in Schwarz-weiß gehalten und zeigt Ali As, der den Betrachter anblickt, einen weißen Kapuzenpullover trägt und in Nebel gehüllt ist. Im Vordergrund stehen die weißen Schriftzüge Ali As und Amnesia.

## Gastbeiträge
Neben Ali As sind verschiedene andere Künstler auf dem Album vertreten. So ist der Rapper Megaloh bei Flugmodus an zu hören und MoTrip hat einen Gastauftritt im Song Richtung Lichtung. Weitere Gastbeiträge stammen von den Rappern Pretty Mo (Deutscher / Ausländer) und Muso (Gästeliste + 0). Außerdem ist Ali As’ ehemaliger Labelchef Samy Deluxe sowie der Rapper Eko Fresh auf dem Remix zu Hoodie x Chucks vertreten. Des Weiteren singt der Sänger Musiye den Refrain des Lieds Fernglas auf der Bonus-EP.

## Titelliste
| #  | Titel                 | Gastmusiker | Länge |
| -- | --------------------- | ----------- | ----- |
| 1  | Amnesia               |             | 2:56  |
| 2  | Flugmodus an          | Megaloh     | 4:40  |
| 3  | Hoodie x Chucks       |             | 3:38  |
| 4  | Wenn Heino stirbt     |             | 4:06  |
| 5  | Ballern               |             | 3:17  |
| 6  | Deutscher / Ausländer | Pretty Mo   | 3:56  |
| 7  | Gästeliste + 0        | Muso        | 4:11  |
| 8  | Nebelpalast           |             | 3:10  |
| 9  | Coconut Grove         |             | 3:56  |
| 10 | Geigenkästen          |             | 3:26  |
| 11 | Ingrid                |             | 3:54  |
| 12 | Richtung Lichtung     | MoTrip      | 4:23  |
| 13 | Sonnenmaschine        |             | 4:03  |

Bonus-Tracks der Deluxe-Edition:
| #  | Titel                   | Gastmusiker               | Länge |
| -- | ----------------------- | ------------------------- | ----- |
| 14 | Zerrissene Jeans        |                           | 2:54  |
| 15 | Hoodie X Chucks (Remix) | Eko Fresh und Samy Deluxe | 4:01  |
| 16 | Es bleibt die Sonne     |                           | 3:00  |

Bonus-EP der Limited-Edition:
| # | Titel           | Gastmusiker | Länge |
| - | --------------- | ----------- | ----- |
| 1 | Bin wie ich bin |             | 3:07  |
| 2 | Fernglas        | Musiye      | 3:46  |
| 3 | Blaue Lagune    |             | 3:37  |
| 4 | Zombie          |             | 3:33  |
| 5 | Endzeithippie   |             | 5:17  |

## Singles und Videos
Als Single wurde der Song Wenn Heino stirbt am 12. Dezember 2014 zum Download veröffentlicht. Außerdem erschienen Musikvideos zu den Liedern Hoodie x Chucks, Sonnenmaschine, Deutscher / Ausländer und Richtung Lichtung.

## Chartplatzierungen
Amnesia stieg auf Platz 17 in die deutschen Albumcharts ein und hielt sich eine Woche in den Top 100, was für Ali As seine erste Chartplatzierung als Solokünstler bedeutet.

## Rezeption
| Professionelle Bewertungen | Professionelle Bewertungen |
| -------------------------- | -------------------------- |
| Kritiken                   |                            |
| Quelle                     | Bewertung                  |
| laut.de                    | [ 4 ]                      |
| Backspin                   | [ 5 ]                      |
| rappers.in                 | [ 6 ]                      |

Die Internetseite laut.de bewertete das Album mit vier von möglichen fünf Punkten und lobte vor allem die ausgefeilten Texte des Rappers:

„Mit sich selbst im Reinen und nur so vor Kraft strotzend – genau so klingt "Amnesia", Alis erst zweites Studioalbum. Dass diesmal der große Wurf gelingen könnte, deutete sich bereits Anfang November an, als der Welthit "Hoodie x Chucks" online ging und mal eben im Vorbeigehen die halbe Szene wegbetonierte. […] Wenn der Begriff "kompletter Emcee" einem Rapper wie auf den Maß geschneidert zu sein scheint, dann wohl auf Ali As. Was sich da zwischen bittersüßem Humor und schierem Ernst abspielt, definiert den Begriff eines breit gefächerten Albums neu. Zusammengehalten wird das Gebilde von Reimen und Wortspielen, die nicht mal in schwermütigen Momenten fehl am Platze wirken. […] "Amnesia" versprüht über die gesamte Spieldauer einen angenehm drückenden Vibe. Anteil daran haben auch die teils schweren Produktionen, die einen amerikanischen Sound zwischen Rick Ross und A$AP Rocky adaptieren. Ali As ist ein verdammt stilsicherer Rapper. Einzig seine, sagen wir es so, passablen Gesangskünste wirken an der einen oder anderen Stelle einen Tick zu kitschig.“

Die Internetseite rap.de bewertete Amnesia sehr positiv und hob vor allem die gute Produktion und die Themenvielfalt des Albums hervor:

„Mit der Embassy of Music und einem neuen Produzenten-Team um ELI und David Ruoff scheint Ali As endlich ein passendes Umfeld gefunden zu haben, und tatsächlich ist „Amnesia“ auch ein ziemlich großer Wurf geworden. […] „Amnesia“ […] klingt trotz aller Themensongs immer noch wie ein Album von Rapnerds für Rapnerds – voller Punchlines und mit mehr Vergleichen als Fachanwälte für Arbeitsrecht, die gerade echt viele Klienten haben. Unterm Strich bleibt „Amnesia“ gerade wegen seiner Themenvielfalt und Geschmackssicherheit eines der ersten Highlights des noch jungen Rap-Jahres 2015.“

Das Magazin MZEE.com lobte das Album für die technische Versiertheit, den gekonnten Stimmeinsatz und ungewöhnliche Vergleiche:

„Was beim Hören wohl am schnellsten auffällt, ist die eindrucksvolle technische Versiertheit, mit der Ali As beim Rappen vorgeht. Nicht nur sind die Reime von einer Länge, dass sie den Silbenzählern da draußen das Wasser im Munde zusammenlaufen lassen. Nein, auch Stimmeinsatz und Betonung stimmen immer. Und die Vergleiche, die Ali auf den Beat presst, sind derart verrückt, dass man so oft um die sprichwörtliche Ecke denken muss, bis einem schwindlig wird.“